# L'Eau d'Hadrien
 (août 2018).
 (août 2022).
L'Eau d'Hadrien est un parfum féminin d'Annick Goutal, créé en 1981 et sorti en 1988.

## Création
Ancien mannequin, Annick Goutal a fait la transition vers l'entrepreneuriat, collaborant notamment avec Jean Taittinger. Cependant, au cours des années 1980, des désaccords ont émergé entre eux. Tandis que la première aspirait à maintenir un positionnement de marché de niche en développant de nouveaux parfums élégants, le second envisageait une stratégie de croissance axée sur l'ouverture de nouvelles boutiques pour redresser les finances. Malgré ces divergences, ils ont finalement réconcilié leurs visions.
L'inspiration pour le nom du parfum est venue à Annick Goutal après la lecture des Mémoires d'Hadrien, un roman de Marguerite Yourcenar. Camille Goutal, la fille d'Annick, a succinctement décrit la fragrance en la comparant à sa mère : « Pétillante au premier abord et empreinte de beaucoup de douceur ensuite ». À noter que L'Eau d'Hadrien se démarque des parfums opulents de l'époque, tels que ceux de Jean Patou, Guerlain ou Yves Saint Laurent.

## Publicité
Le flacon est réalisé par Annick Goutal, « sur le même modèle que tous les parfums maison ».
Le parfum bénéficie de la publicité indirecte de personnalités l'utilisant, comme Catherine Deneuve, Isabelle Adjani ou encore de François Mitterrand, qui envoie tous les six mois une intendante du palais de l'Élysée acheter un flacon ; en 1984, lors de la naissance du prince Harry, il envoie à la princesse Diana un panier d’Eau d'Hadrien et d’Eau de Bonpoint.

## Postérité
On compte parmi les marques influencées : 
- Ungaro II d'Ungaro (1992)
- Eau parfumée de Bulgari (1992)
- L'Eau de Kenzo de Kenzo (2000)
- Cologne Bigarade de Jean-Claude Ellena des Éditions de parfums Frédéric Malle (2001)
- Eau frappée de IUNX (2003)
- Eau de Cologne Cédrat de Nicolaï (2007)